# 10381 Malinsmith
10381 Malinsmith è un asteroide della fascia principale. Scoperto nel 1996, presenta un'orbita caratterizzata da un semiasse maggiore pari a 2,8826406 UA e da un'eccentricità di 0,3096066, inclinata di 7,99860° rispetto all'eclittica.